# Альваріто
Альваро Родрігес Рос, більш відомий як Альваріто (ісп. Álvaro Rodríguez Ros / Alvarito; нар. 16 січня 1936, Ушо, Іспанія — пом. 16 червня 2018, Уеркаль-Овера, Іспанія) — іспанський футболіст, захисник, по завершенні кар'єри — футбольний тренер.

## Клубна кар'єра
Народився в містечку Ушо, М'єрес. Футбольну кар'єру розпочав в астурійських клубах «Лангреано» та «Саудаль». Професіональну футбольну кар'єру розпочав 1955 року в «Ов'єдо» з Сегунда Дивізіону. Влітку 1957 року разом з іншим партнером по команді Тоні Куерво, який виступав на позиції фулбека, приєднався до складу представника Ла-Ліги «Атлітіко» (Мадрид).
Куерво повернувся в «Ов'єдо» незабаром після того, як проблеми зі здоров'ям зупинили його розвиток, але Альваріто залишився в «Атлетіко», допомагаючи їм виграти Копа-дель-Рей, в двох переможних матчах на стадіоні Сантьяго Бернабеу проти мадридського «Реала». Ніколи не виступав у більш ніж дев'яти матчах чемпіонату за час свого шестирічного перебування в клубі, оскільки на той час не дозволялося замінювати гравця по ходу матчу, тому часто грав за дубль під керівництвом Ісакіо Кальєхи; також отримав травму гомілки та малогомілкової кістки у матчі проти «Реал Вальядоліда».
Останнім сезоном Альваріто у вищому дивізіоні своєї країни став сезон 1963/64, зігравши найбільше за попередні роки, щоб допомогти «Реал Мурсії» фінішувати на 12-тму місці, а також забити свій перший і єдиний м'яч у змаганнях, 16 лютого 1964 року в переможному (1:0) домашньому поєдинку проти своєї колишньої команди, «Ов'єдо». Згодом виступав в Ірландії, Канаді та Сполучених Штатах, повернувшись до Іспанії на нетривалий період часу, щоб виступити в складі «Кордови», виконуючи обов'язки граючого головного тренера «Шелбурна». Футбольну кар'єру завершив 1970 року у віці 34 років у складі каталонської «Санта-Барбари».
По завершенні кар'єри гравця тренував нижчолігові іспанські клуби, найвідомішими з яких були «Марбелья», «Ліненсе», «Бенісарло» та «Мелілья». Також працював у Федерації футболу Мелільї.

## Кар'єра в збірній
У липні 1960 року провів два товариські поєдинки: 14-го липня дебютував у переможному (4:0) виїзному поєдинку проти Чилі. 10 днів по тому зіграв у програному (0:2) поєдинку проти Аргентини.

## Смерть
Помер 16 червня 2018 року в місті Уеркаль-Овера, Альмерія, у віці 82 років.

## Досягнення
«Атлетіко» (Мадрид)
- Кубок Іспанії
  -  Володар (2): 1959–60, 1960–61